# Louis Drouin
Pour les articles homonymes, voir Drouin.
Louis Drouin, né le 12 janvier 1722 à Nantes et mort le 28 mai 1813 dans la même ville, est un négociant, armateur négrier et planteur esclavagiste français. Il est le plus reconnu des armateurs du port de Nantes à la veille de la Révolution française, et probablement le plus riche avec son beau-frère Guillaume Bouteiller, selon les historiens. Emblématique de « l'élite négociante nantaise de la seconde moitié du XVIIIe siècle », « il incarne le négociant de l'après-guerre de Sept Ans », dont l'activité est caractérisée par "un investissement massif et exclusif vers les Antilles et le commerce colonial". Il est récipiendaire de la Légion d'honneur (chevalier) par décret du 10 septembre 1808.

## Biographie

### Origines familiales
Les ancêtres de Louis Drouin, originaire de Touraine, ont déjà participé à l'activité de négoce et d'armement maritime, François, René et Jean Drouin de 1712 à 1741. La guerre de Succession d'Autriche, de 1744 à 1747, les ayant ruinés, ils ont dû stopper leur armement. Le tableau dressé par l'historien Jean Meyer comptabilise 112 armements pour la famille Drouin, de 1712 à 1792.
Louis Drouin est le fils de René Drouin, négociant-armateur, consul des marchands et échevin de Nantes, et de Françoise Budan (de Boislaurent). Marié à sa cousine, Marie-Françoise Budan de Boislaurent, dont le père exerce le négoce à Saint-Domingue, il est le beau-père de Guillaume (né en 1756) et de Charles François Bouteiller et de Michel Picot de Limoëlan (frère de Joseph Picot de Limoëlan).

### La carrière commerciale à Saint-Domingue
Louis Drouin décide d'aller vivre à Saint-Domingue en 1749, à l'âge de 27 ans. Il s'établit au quartier de l'Artibonite du port de Saint-Marc, alors encore inconnu au commerce de Nantes, et semble être à l'origine du développement du port de Saint-Marc. Il y rejoint son cousin, établi comme négociant en société, puis fonde lui aussi une maison de négoce, en commandite, sous la raison de Drouin, Pompon et Cie », qui existe de 1755 à 1761, s'éteignant avec la mort de son associé. Au Nord et au Sud de l'Artibonite se trouvait la zone caféière des Matheux, qui a connu ensuite un essor important.

### L'acquisition de plantations
En 1771 et 1778, il décide d'acquérir des terres à Saint-Domingue, une plantation sucrière et une autre, où travaille « 441 cultivateurs », selon sa demande d'indemnisation après la Révolution haïtienne ainsi que plusieurs entrepôts. Il parvient à atteindre le second ordre en se faisant anoblir par "lettre de mérite" en 1777, quand la royauté s'est efforcée de rehausser le prestige du commerce .

### Le commerce maritime à la fin la guerre de Sept-Ans
Ensuite, Louis Drouin se lance dans le commerce maritime à la fin la guerre de Sept Ans, qui oppose la France aux anglais. Au cours des sept premières années de commerce maritime, Louis Drouin a recours à la technique de l'intéressement pour le financer ses voyages et ainsi parvient à acquérir peu à peu son autonomie financière, puis il se met entièrement à son compte.
Il a ensuite entretenu des contacts commerciaux avec des planteurs de la partie sud de Saint-Domingue, ce qui lui permet d'être un acteur important du marché du café, notamment au quartier de Saint-Marc. Il opère des maisons de commerce des deux côtés de l'Atlantique et est en lien négociant en café bordelais Amable Pinard.
Il devient consul au sein de la juridiction consulaire de Nantes en 1765 et juge en 1781.

### Les expéditions de traite négrière
Ses 14 expéditions de traite négrière révèlent la concentration de ses voyages dans le golfe de Guinée, d'où il déporte 6 694 Africains, soit une moyenne de 478  transportés sur un bateau de 275 tonneaux moyens. En moyenne 9,3 % des captifs meurent lors des traversées de l'Océan. Tous les survivants sont livrés à des commissionnaires du port de Saint-Marc (Haïti), port caféier de Saint-Domingue, chargés spécialement de cette vente. Ses autres navires se dirigent vers sept ports de l'île, dont le  port de Saint-Marc (73 % des navires) mais aussi  Port-au-Prince, qui en reçoit 16 %.

### La Révolution française
Lors de la Révolution française, Louis Drouin  fait « déposer par son gendre  Guillaume Bouteiller ses lettres de noblesse sur le bureau du Département, avec prière de les jeter au feu ». En octobre 1791 lors du soulèvement des esclaves à Saint-Domingue, les deux hommes, se trouvent impliqués dans les débats de la Société d’agriculture et font partie des membres permanents, de cette institution, qui fonctionne grâce à des commissions de spécialistes, chargées de travailler sur des questions spécifiques. Après décembre 1792, les navires de Louis Drouin n'apparaissent plus dans les cahiers de l'inscription maritime.
En décembre 1799, il est désigné membre de la première session du Sénat conservateur. Il refusa le poste, arguant de son grand âge et de ses infirmités.